# Potamotrygon orbignyi
Potamotrygon orbignyi är en rockeart som först beskrevs av François Louis Nompar de Caumont de Laporte 1855.  Potamotrygon orbignyi ingår i släktet Potamotrygon och familjen Potamotrygonidae. IUCN kategoriserar arten globalt som livskraftig. Inga underarter finns listade i Catalogue of Life.